# Callicebus cupreus
Il callicebo rosso (Callicebus cupreus Spix, 1823) è un primate platirrino della famiglia dei Pitecidi.

## Distribuzione
Vive in Perù centro-orientale e Brasile occidentale (stati dell'Acre ed Amazonas): colonizza le aree di foresta pluviale periodicamente sommerse, od in generale aree di foresta piuttosto fitta nelle vicinanze di fonti permanenti d'acqua.

## Descrizione

### Dimensioni
Misura circa 80 cm, di cui più della metà spettano alla coda, per un peso che non oltrepassa il chilo.

### Aspetto
Il pelo è lungo e folto: dalla fronte (dov'è presente una linea orizzontale bianca) alla coda il pelo è di color rosso-ruggine nella parte superiore del corpo, con tendenza all'inscurimento man mano che si procede verso il quarto posteriore) e nero in quella inferiore. La coda è nera alla radice e per il primo terzo, mentre nella parte distale è di color bianco argenteo. La parte interna delle zampe è rossiccia.

## Biologia
Si tratta di animali diurni ed arboricoli, che durante la notte riposano in cavità dei tronchi d'albero: anche nelle ore centrali del giorno, quando la calura diventa opprimente, queste scimmiette possono cercare rifugio nel folto della vegetazione, dove aspettano in stato di inattività che l'aria si rinfreschi un po'. Spesso i maschi e le femmine intrecciano le proprie code durante il sonno.
Vivono in gruppi familiari, formati da una coppia riproduttrice coi propri figli di vari parti: ogni gruppo delimita un proprio territorio, dell'estensione di circa 600 m2, marcandolo tramite apposite ghiandole sul mento e difendendolo accanitamente da eventuali intrusi della stessa specie, ingaggiando duelli vocali o combattimenti rituali non cruenti. Sebbene piuttosto intolleranti nei confronti di animali estranei della stessa specie, questi animali sembrano ignorare primati di altre specie, anzi in alcune occasioni sono stati visti gruppi misti di callicebi rossi e uistitì o tamarini.

Un altro comportamento che si supponeva territoriale consisteva nello strofinare il petto contro dei supporti orizzontali, al fine di lasciarvi il secreto di una ghiandola posta sullo sterno: questo comportamento, tipico dei maschi, è rimasto ancora senza una spiegazione, poiché ciascun esemplare torna periodicamente ad annusare il proprio secreto sul ramo, mentre gli altri esemplari sembrano ignorare del tutto tale messaggio olfattivo.

### Alimentazione
La maggioranza della dieta è costituita da frutta matura, soprattutto frutti di Ficus e Brosimum, ma anche bacche ed altri frutti non eccessivamente duri. Prima di dormire, gli animali sembrano essere soliti nutrirsi di foglie. Pare che questi animali preferiscano nutrirsi su alberi sui quali si sono già nutrite altre specie di scimmie, aspettando pazientemente che esse si siano saziate ed allontanate prima di cominciare a mangiare.

Oltre ai frutti, questi animali si nutrono anche di germogli e, soprattutto nei periodi di magra o durante l'allattamento, mangiano volentieri anche uova ed insetti.

### Riproduzione
La stagione riproduttiva va da luglio a novembre: la femmina dà alla luce un unico cucciolo dopo quattro mesi di gestazione. Il cucciolo viene preso in consegna dai maschi del gruppo, i quali si fanno carico della maggior parte delle cure delle quali il cucciolo necessita. I piccoli vengono svezzati attorno ai quattro mesi, ed in corrispondenza dello svezzamento essi smettono di essere trasportati in giro dai maschi: non si allontanano tuttavia dal proprio gruppo prima del secondo o terzo anno di vita, perciò in ciascun gruppo sono presenti 2-3 cuccioli di diverse età, poiché la femmina si riproduce una volta l'anno.
La speranza di vita di questi animali in cattività si aggira attorno ai 26 anni.

## Status e conservazione
Questa specie si trova in una remota regione isolata e non è considerata minacciata immediatamente.